# Torta nera di San Secondo
La torta nera di San Secondo è un dolce originario dell'omonimo comune del parmense.

## Storia
Nata da una ricetta di paternità controversa, la torta nera di San Secondo è un dolce di origine relativamente recente essendosi diffusa intorno alla metà del XX secolo (anni sessanta e settanta). Prodotta da piccole attività di trasformazione e proposta in occasione delle feste e delle sagre si è diffusa rapidamente nella tradizione locale guadagnando notorietà e diffusione a livello provinciale e regionale tanto da essere menzionata e riconosciuta come ricetta tipica di San Secondo da Anna Gosetti della Salda, nel suo libro delle ricette regionali italiane.

## Descrizione
La torta nera di San Secondo si differenzia da altre torte nere come la famosa torta Barozzi per essere composta da due masse differenti: una base, costituita da un sottile strato pasta frolla, viene stesa all'esterno a guisa di contenitore per contenere la seconda massa che è costituita da una farcia nera contenente cacao e caffè.

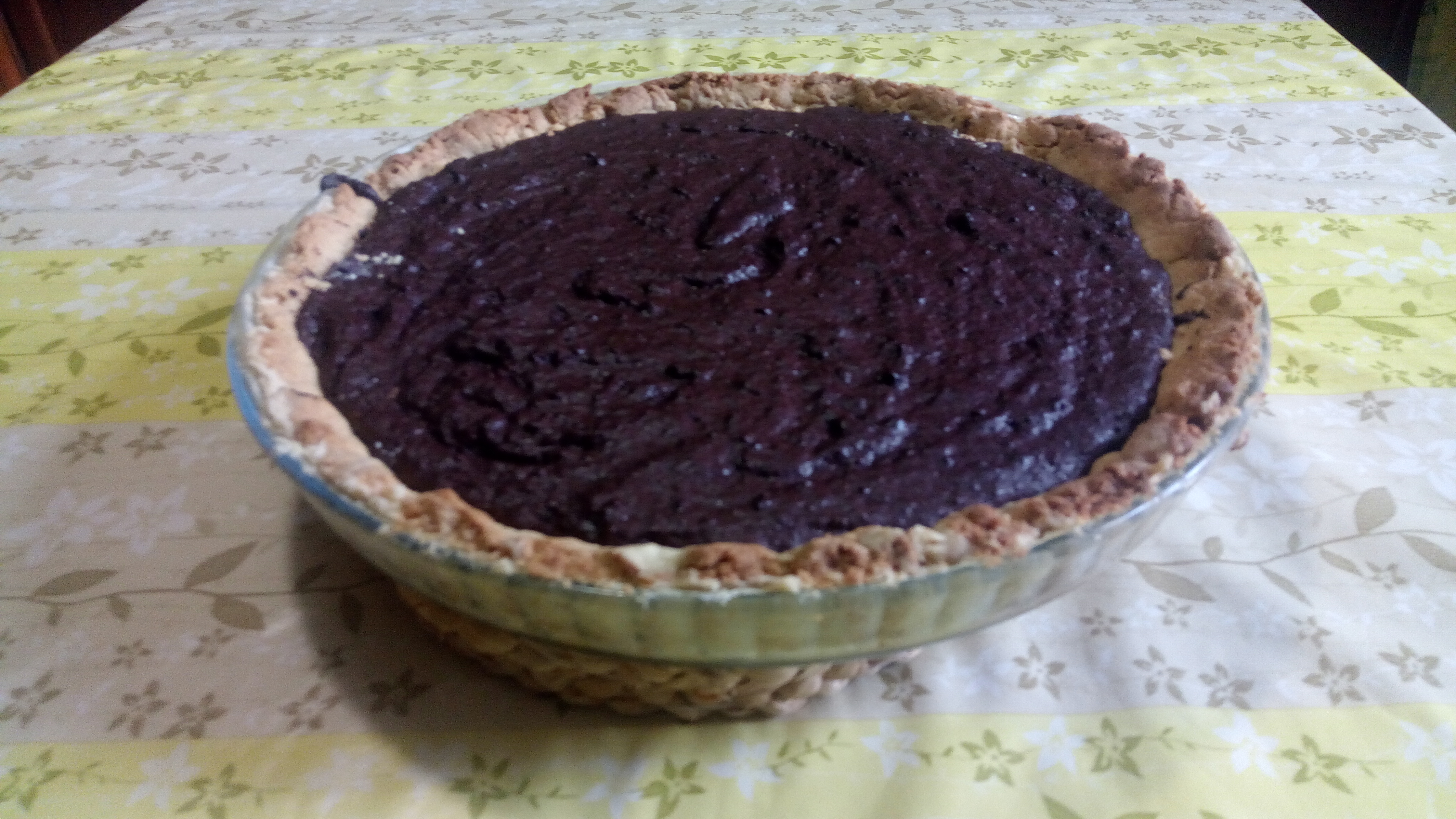

## Ingredienti e procedimento
Nella ricetta tradizionale la base di pasta frolla lievitata è composta dai tipici ingredienti: burro, sale, tuorli d'uovo, zucchero, farina, lievito, senza l'aggiunta di aromi. La frolla rispetto a quella comunemente utilizzata per le crostate risulta essere un po' meno dolce poiché la quantità di zucchero richiesta è leggermente inferiore per tener conto della maggior dolcezza del ripieno. La farcia invece è composta da cacao dolce, caffè espresso, zucchero, tuorli d'uovo e mandorle tostate macinate finemente, il tutto viene miscelato sino ad ottenere una crema scura omogenea che viene disposta uniformemente all'interno della fodera di pasta frolla.

## Varianti
Della torta nera esistono alcune varianti che possono interessare sia la pasta frolla che la farcia. Ad esempio, in una variante si aggiunge il rum o l'anice alla pasta frolla per aromatizzarla, nella farcia invece parte delle mandorle possono essere sostituite con noci, oppure si possono inserire amaretti e liquore alla mandorlao addirittura i fondi di caffè.